# جوناثان بيرد (مصور)
جوناثان بيرد (بالإنجليزية: Jonathan Bird)‏ هو مصور أمريكي، ولد في 1 مارس 1969.